# Filtration glomérulaire
La filtration glomérulaire est la filtration du sang par le glomérule du rein, menant à la formation d'urine primitive.

## Mécanisme

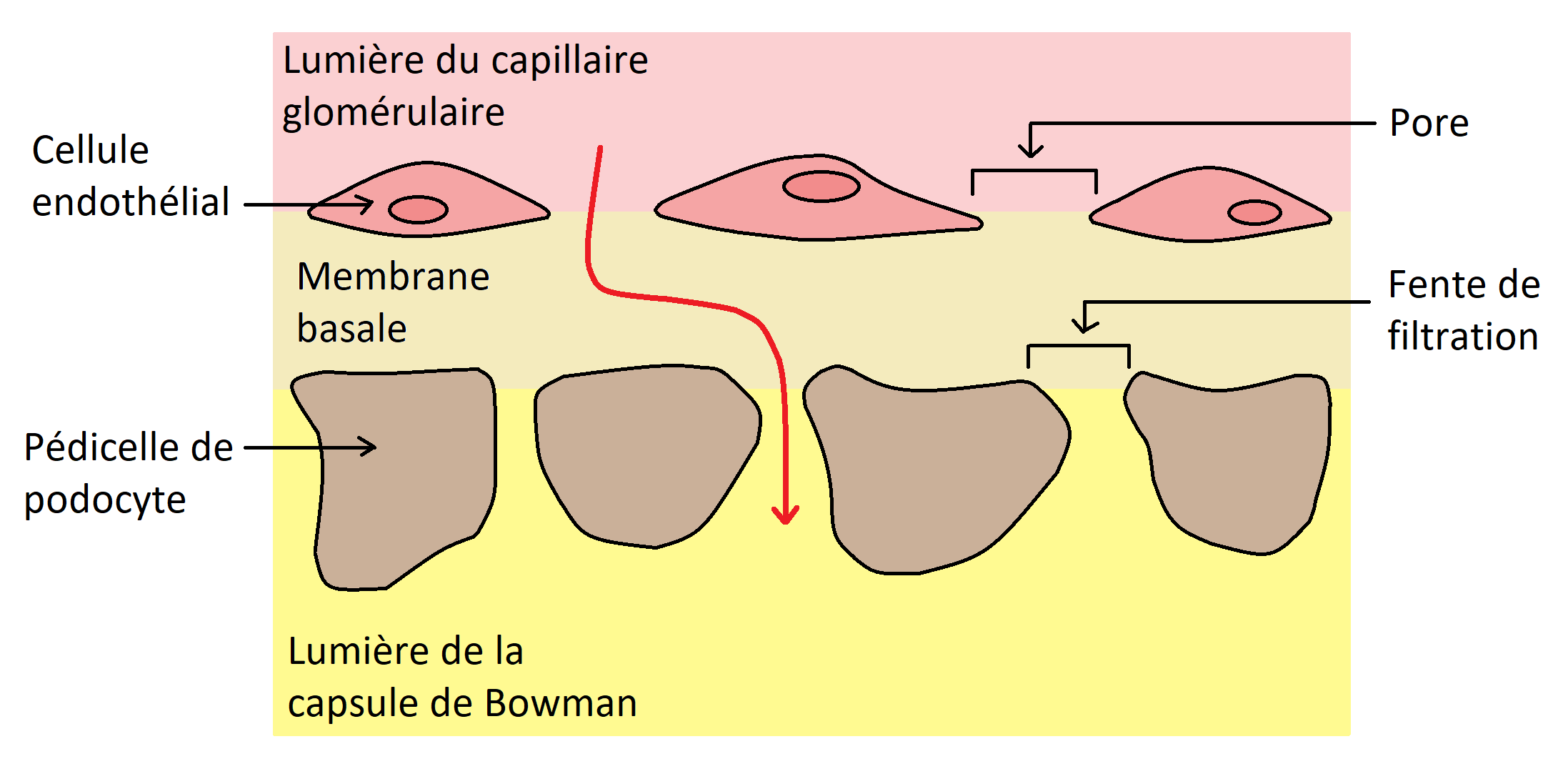
Schéma de la filtration glomérulaire

Elle s'effectue au travers de la paroi glomérulo-capillaire composée de trois couches : l'endothélium vasculaire, la membrane basale et l'épithélium urinaire.
Cette paroi possède une forte perméabilité, mais elle est sélective :
- Elle possède des pores de huit nanomètres de diamètre, ce qui empêche les plus grosses molécules de la traverser. C'est la sélectivité de taille.
- Elle possède des polyanions, surtout au niveau de la membrane basale, constituée d'un arrangement de collagène et de protéoglycanes. Ceux-ci ont pour effet d'attirer davantage les molécules chargées positivement, tandis que les molécules possédant une charge négative ne sont pas filtrées. C'est ce qui permet à l'albumine, qui a un diamètre de six nanomètres et donc est suffisamment petite pour traverser les pores de la membrane, de demeurer dans le plasma sanguin en raison de sa charge négative. C'est la sélectivité de charge.

Ces deux formes de sélectivités constituent le coefficient de filtration glomérulaire, qui est différent pour chaque substance.
Ce coefficient est un facteur important pour déterminer le taux de filtration glomérulaire (TFG), qui est le produit du  coefficient de filtration (Kf) et de la pression nette de filtration.
La pression nette de filtration, quant à elle, dépend des forces de Starling.
La pression oncotique de l'espace de Bowman (où circule le filtrat) augmente la pression de filtration, mais en pratique, elle est toujours nulle puisqu'il y a absence de protéines dans cet espace.
La pression hydrostatique de l'espace de Bowman diminue la pression de filtration. Cela se produit s'il y a obstruction des voies urinaires, par exemple par un calcul.
La pression oncotique capillaire diminue la pression de filtration. Cela se produit quand le volume sanguin est moins abondant et que la proportion de protéines augmente. La proportion de protéines augmente également à mesure que le plasma circule dans le capillaire, puisque le plasma est absorbé, mais pas les protéines, ce qui fait que la filtration est plus importante au début qu'à la fin du trajet.
La pression hydrostatique capillaire dépend du débit sanguin rénal, qui peut être augmenté par vasodilatation de l'artériole afférente (celle qui se rend au rein), par des médiateurs comme le monoxyde d'azote, les prostaglandines, etc. Certaines conditions, comme la grossesse ou l'obésité, augmente le débit sanguin rénal. La pression hydrostatique capillaire dépend aussi de la pression générée par la vasoconstriction de l'artériole efférente (qui sort du glomérule). Certains médiateurs, comme l'angiotensine, constrictent cette artériole, entraînant une congestion au niveau du glomérule et augmentant ainsi la pression hydrostatique. Donc, une augmentation de pression hydrostatique peut être causée soit par une augmentation du sang qui arrive au glomérule, soit par une diminution du sang qui sort du glomérule, et cette augmentation de pression entraîne une augmentation de la filtration.

## Évaluation du débit de filtration glomérulaire
L'évaluation du débit de filtration glomérulaire (eDFG) peut se faire par plusieurs formules :
la formule de Cockcroft & Gault (C-G),
la formule MDRD (pour l'anglais : Modification of diet in renal disease)
et
la formule CKD-EPI (pour l'anglais : Chronic Kidney Disease Epidemiology Collaboration).
Cockcroft sous-estime les DFG,
la MDRD sous-estime légèrement les DFG supérieurs à 60 ml/min et
CKD-EPI, plus récente (2009), mais plus complexe, permet une estimation plus exacte.
Cependant, C-G et MDRD permettent d'alerter facilement, pour les cas d'insuffisance rénale les plus sévères.